# Jens Peter Dalsgaard
Jens Peter Jensen Dalsgaard (31. marts 1853 i Roslev – 9. december 1923 på Frederiksberg) var en dansk politiker (Moderate Venstre), gårdejer og kreditforeningsmand.

## Ungdom
J.P. Dalsgaard blev født den 31. marts 1853 i Roslev i Salling som søn af gårdejer J.A. Dalsgaard. Han fik sin uddannelse på Gedved, Askov og Skovgaard højskoler samt Tune Landbrugsskole. Derefter blev han gårdejer i Harre på sin hjemegn.

## Politiker
På et møde på Bostrup Kro i 1883 opstillede Sallings venstremænd den unge gårdejer som deres folketingskandidat. 
Fra 1883 til 1902 var han Skivekredsens repræsentant i Folketinget. Indtil 1890 tilsluttede han sig Christen Bergs radikale fløj af Venstre. Fra 1890 var han en del af Det Forhandlende Venstre. 
Han var sognerådsmedlem fra 1888-94 og tiendeafløsningskommissær for Viborg Amt fra 1894-1903.
Fra 1902 og til sin død i 1923 var han medlem af Landstinget. 

## Kreditforeningsmanden
Dalsgaard blev medlem af repræsentantskabet for Kreditforeningen af landejendomsbesiddere i Nørrejylland i 1887. I 1896-1912 var han direktør for den nørrejyske kreditforening. Fra 1912 til 1920 var han direktør Kongeriget Danmarks Hypotekbank. Fra 1920 var han kongevalgt meddirektør i Nationalbanken. 
Han var medstifter af Kreditforeningen for Kommuner, og han var tilknyttet Livs-forsikringsselskabet Hafnia samt formand for Andels-Livsforsikringsselskabet Fædrelandets Repræsentantskab og næstformand for Salling Herreders Spare- og Laanebanks bankråd.

## Sidste år
På grund af nedbrudt helbred fratrådte han som direktør i Nationalbanken i 1923. Han døde den 10. december samme år. Han var Ridder af Dannebrog.